# Conservatori Superior de Música del Liceu

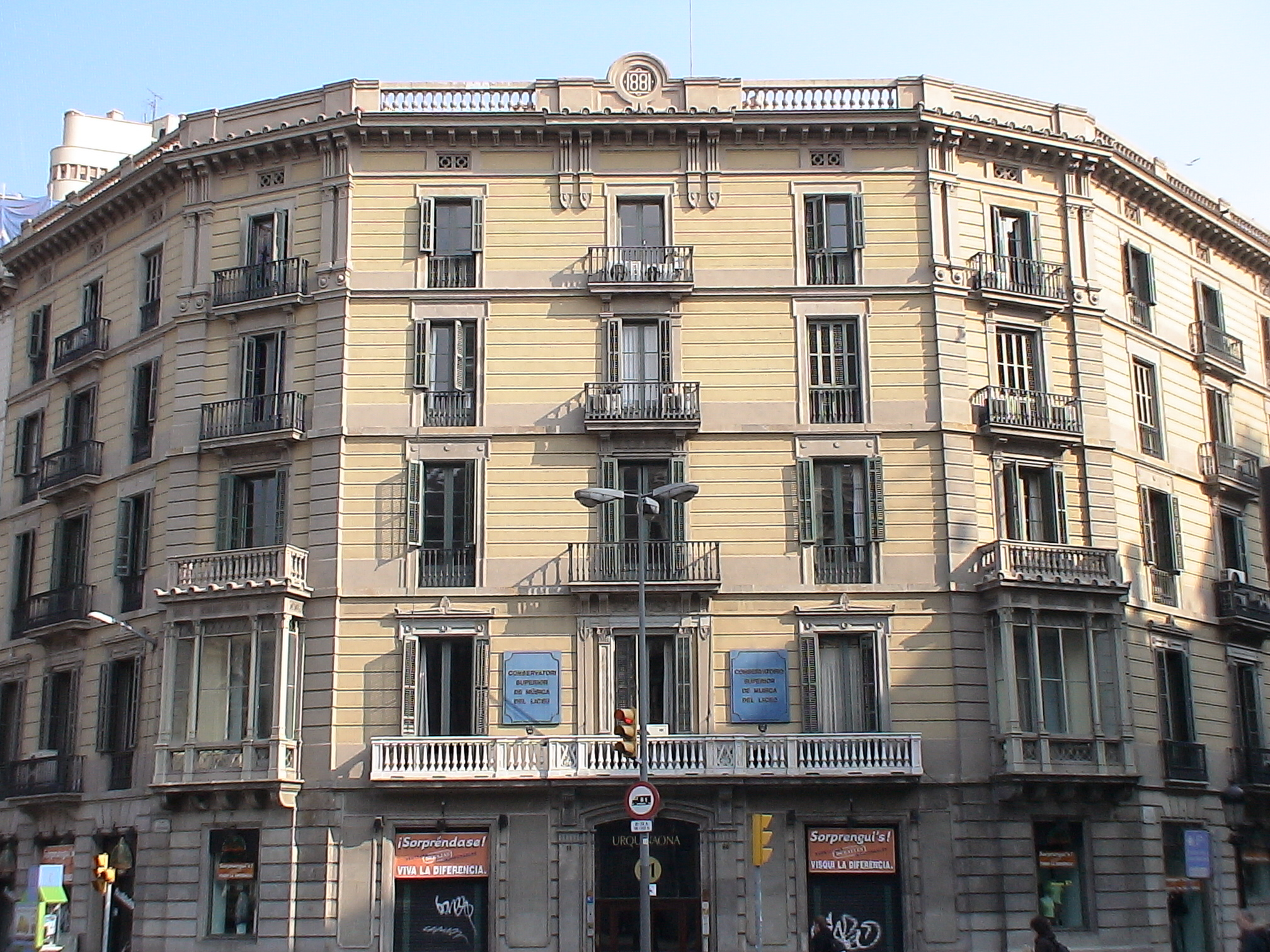
Gebouw van het
Conservatori Superior de Música del Liceu
in Barcelona

Het Conservatori Superior de Música del Liceu is een conservatorium in Barcelona en werd opgericht in 1837. Oorspronkelijk is het conservatorium opgericht als deel van het Gran Teatre del Liceu, maar inmiddels heeft het zich daarvan los gemaakt.

## Geschiedenis
In het begin droeg het conservatorium de naam Liceo Filo-Dramático de Montesión en werd het gefinancierd door een stichting met als voorzitter Manuel Gibert i Sans. In 1838 werd door koningin Maria Christina van Bourbon-Sicilië aan het conservatorium het recht verleend zich Liceo Filarmónico Dramático de S.M. la Reina Isabel II te noemen. In 1845 werd er een theater gebouwd. In 1847 werd het Gran Teatre del Liceu in gebruik genomen. Samen met de stad Barcelona werd door het Conservatorio del Liceo een Escola Catalana d'Art Dramàtic geopend. In 1932 was het aantal studenten zo groot dat er verdere vestigingen ontstonden in Sabadell, Olot en Tarragona.
Volgens een besluit van 26 januari 1944, onder de franquistische dictatuur werd de naam veranderd in Conservatorio Superior de Música y Declamación de Barcelona en omvatte toen de studenten van het Conservatori del Liceu, de Escola Municipal de Música en het Institut del Teatre onder één organisatie.
In 1983 werd door een nieuw besluit het Conservatorio Superior de Música y Declamación de Barcelona opgesplitst in een Conservatori Superior Municipal de Música Barcelona en het Conservatori Superior de Música del Liceu.

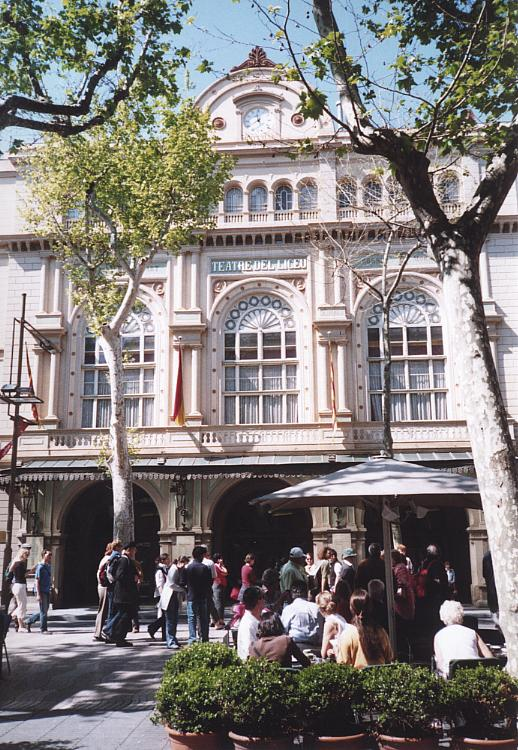
Gran Teatre del Liceu

In het conservatorium is ook de opera Gran Teatre del Liceo geïntegreerd.

## Directeuren
- (1837-1874) Manuel Gibert i Sans (oprichter en eerste directeur)
- (1874-1891) Joaquim Gibert
- (1892-1894) Joaquim de Cabirol
- (1894-1902) Camil Fabra i Fontanills, marqués de Alella
- (1902-1911) Luis Sagnier Nadal
- (1911-1922) Antonio J. Bastinos
- (1922-1932) Lluís Lamaña i Arenas
- (1932-1942) Ferran Valls Taberner
- (1943-1952) Fèlix Fages Vilà
- (1952-1980) Manuel de Jaumar i de Bofarull
- (1981-1983) Antonio Corbella Torner
- (1983-1990) Manuel Sancho Vecino
- Manuel Vallribera Mir
- Rafael de Gispert Pastor

## Bekende studenten
- Enric Ainaud
- Anna María Albors
- Dolors Aldea
- Frederic Alonso
- Joan Altisent
- Victòria de los Ángeles
- Manuel Ausensi
- Laura Aymerich
- Leonardo Balada
- Teresa Batlle
- Marcel·lí Bayer
- Lluís Benejam
- Josefina Blanch
- Ramon Blanchart
- Francesc Burrull
- Carme Bustamante
- Montserrat Caballé
- Francisca Callao
- Mercè Capsir
- Anna María Cardona
- José Carreras
- Joseph Casanovas
- Ester Casas
- Gerard Claret
- Lluís Claret
- Pau Civil

- Josep Comellas
- Josep Cumellas i Ribó
- Carme Espona
- Miguel Fleta
- Cecilia Fondevila
- Ángel-Jesús García
- Joan Lamote de Grignon
- Ricardo Lamote de Grignon y Ribas
- Manuel Garcia Morante
- Eduard Jiménez
- Carme Gombáu
- María Carme Gómez
- Dalmau González
- Joan Guinjoan
- Carles Guinovart
- Salvador Gratacós
- Xavier Güell
- Alfred Heilbron
- Maria Carme Hernández
- Albert Julià
- Mirna Lacambra
- Francesc Lázaro
- Enric Madriguera
- Liliana Maffiotte
- Emma Maleras
- Frank Marshall

- Ernest Martínez Izquierdo
- Lluís Millet
- Frederic Mompou
- Ludovica Mosca
- Miquel Ortega
- Joan Peracaula
- Joan Pons
- Vicenç Prats
- Lluís Pérez Molina
- María Lourdes Pérez Molina
- Francesc Pujol
- Manuel Quesada
- Jesús Rodríguez Picó
- Josep María Ruera
- Jordi Savall
- Carles Santos
- Eulalia Solé
- Conxita Supervia
- Carlos Surinach
- Renata Tarragó
- Jaume Torrent
- Maria Uriz
- Manuel Valls
- Carme Vilà
- Francisco Viñas
- Ernest Xancó
- Joaquim Zamacois

- Biblioteca Nacional de España: XX144993
- Gemeinsame Normdatei: 5552483-7
- International Standard Name Identifier: 0000 0004 1777 4774
- MusicBrainz: a0b0daf3-5f49-4151-a966-9a64a7e9965c
- Virtual International Authority File: 125288149